# For All - O Trampolim da Vitória
For All - O Trampolim da Vitória é um filme brasileiro de 1997 dos gêneros romance e comédia escrito edirigido por Buza Ferraz e Luiz Carlos Lacerda.
Amplamente elogiado pela crítica, recebeu os prêmios de melhor filme, melhor roteiro, melhor trilha sonora, melhor direção de arte e melhor filme do júri popular no Festival de Gramado, assim como melhor filme, melhor ator e melhor direção de arte no Festival de Miami.

## Sinopse
Ambientado em 1943 na cidade brasileira de Parnamirim, no estado do Rio Grande do Norte, os Estados Unidos constroem a maior base militar fora de seu território em plena Segunda Guerra Mundial: Parnamirim Field. Milhares de soldados americanos passam pela base e suas presenças alteram a estabilidade das famílias locais, trazendo não somente dólares e eletrodomésticos, mas também o glamour da cultura de Hollywood, a música das grandes bandas e a sensualidade de cantoras e atrizes famosas.

## Elenco
- Betty Faria... Lindalva Sandrini[2]
- José Wilker ... Giancarlo Sandrini
- Paulo Gorgulho... João Marreco
- Caio Junqueira... Miguel Sandrini
- Erik Svane... Sargento Frank Donovan
- Alexandre Lippiani.... Capitão
- Luiz Carlos Tourinho....Sandoval
- Flávia Bonato....Iracema
- Daniela Duarte.... Jucilene
- Alexandre Barros... Tenente Robert Collins
- Claudia Netto.... Jay Francis
- Cláudio Mamberti.... Sr. Bola
- Edson Celulari... Wolfgang Stössel
- Marcelia Cartaxo.... Miloca
- Cláudia Mauro.... Bernadete
- Catarina Abdala... Clotilde
- Fábio Barreto
- Ana Baird
- Marcos Breda
- Bianca Byington
- Louise Cardoso
- Fabrício Correia
- Carlos Diegues
- Buza Ferraz
- Carlos Ferreira
- Raul Gazolla
- Paulo César Grande
- Silvio Guindane
- Ney Latorraca
- Fábio Limma
- Felipe Martins
- Caco Monteiro
- Nelson Pereira dos Santos
- Guaracy Picado
- Ernesto Piccolo
- Paulo Reis
- Henrique Taxman
- Diogo Vilela